# Marcius Machado
Marcius da Silva Machado ou simplesmente Marcius Machado (Santa Maria, 23 de janeiro de 1979), é um advogado e político brasileiro, filiado ao Partido Liberal (PL), Nas eleições de 7 de outubro de 2018 foi eleito deputado estadual de Santa Catarina para a 19.ª legislatura, pelo Partido da República (PR), em 2022 foi reeleito deputado estadual.

## Polemicas

### Fake News
Em Julho de 2019, o deputado ficou conhecido pelo Projeto de Lei PL./0241.5/2019, que propõe o banimento da telefonia celular 5G no Estado de Santa Catarina. O projeto virou motivo de chacota por ter sido baseado em fake news divulgadas no Youtube e fazer afirmações sem base científica, confusão de conceitos fundamentais como frequência e potência ("A radiação do 5G é muito forte, sendo que a tecnologia 2G, 3G e 4G oscilam  [sic] de 790 MHz a 2.6 GHz e tecnologia 5G chega a 3.5 GHz") e citações falsamente atribuídas a Albert Einstein ("se as abelhas desaparecerem da face da Terra, a humanidade terá apenas quatro anos de existência"). 